# Faireez
Faireez est une série télévisée d'animation australo-canadienne créée en 2005. Elle a été diffusée sur France 5 dans Debout les Zouzous à partir de 2007, puis rediffusée sur Tiji.

## Fiche technique
- Titre original : Faireez
- Titre français : Faireez
- Réalisation : Gillian Carr, Kervin Faria
- Scénarios : Clive Endersby, Ray Boseley, Philip Dalkin, Katherine Sandford
- Sociétés de production : Moody Street Kids, Funbag Animation
- Pays :  Australie,  Canada
- Langue : anglais
- Nombre d'épisodes : 52 (1 saison)
- Durée : 12 minutes
- Dates de première diffusion :
  -  France : 11 février 2007

## Épisodes
1. La baguette sifflante
2. Les chaussettes magiques
3. Gare au grocalin !
4. Le passage dans la montagne
5. L'œuf magique
6. Le sort jeté au roi
7. Un drôle de gâteau
8. L'arbre de braise
9. Le portail magique
10. Le pollen empoisonné
11. A la recherche de Coucou
12. Retour dans le temps
13. Les frères rivaux
14. Tremblement de terre
15. Au secours de Félicien
16. Seul contre Jumpalina
17. L'elfe au potager magique
18. On a volé la voix de Coucou
19. Le faux roi
20. Le professeur oublie tout
21. Le royaume des ombres
22. Le prince quoiquibon le brave
23. L'hurluberlu à boucles roses
24. Qui pue des pattes le pirate
25. Le manoir des quinze ruines
26. Le soleil a disparu
27. L'attaque du château
28. Les cinq lunes
29. Le bal costumé
30. Grégoire l'elfe gazeux
31. Le château volant
32. Le nouveau professeur
33. L'anniversaire de Jumpalina
34. La jungle des farceurs
35. Au secours de Jumpalina
36. Minis Faireez
37. La dent de dragon en rubis
38. La chanson de Merfaireez
39. Le retour du pirate
40. La forêt de saules
41. Courageuse Polly
42. Une collection de chaussures
43. Les multiples de Félicien
44. Tempête sur Faireezia
45. Les dévoreurs de Gadoue
46. Une étrange baguette
47. La chasse au trésor
48. Un nouveau Faireez
49. Un triclope et des sucettes
50. La fête des cinq lunes
51. Les clones de Jumpalina
52. Le retour de Félicien